# Sîrbești
Sîrbești (moldauisch-kyrillisch: Сырбешть, russisch-kyrillisch: Сырбешты) ist ein Dorf in der Landgemeinde Ciutulești im Rajon Florești in der nördlichen Republik Moldau. Es liegt auf einer Höhe von etwa 113 Metern über dem Meeresspiegel und dehnt sich über eine Fläche von ca. 1 km² aus. Das Dorf hat nur einen Ortsteil. Zum Verwaltungszentrum der Landgemeinde in Ciutulești sind es etwa 5 Kilometer in südwestlicher Richtung. Zur Stadt Florești sind es etwa 10 Kilometer in nördlicher Richtung. Die Landschaft ist geprägt durch den landwirtschaftlichen Anbau, die Haupteinnahmequelle des Dorfes.